# Tatra 603
De Tatra 603 is een auto die door de auto- en vrachtwagenfabriek Tatra in voormalig Tsjecho-Slowakije werd vervaardigd.
De 603 was bedoeld voor hoge functionarissen zoals directeuren van grote staatsbedrijven en het hogere kader van de communistische partij.

## Geschiedenis

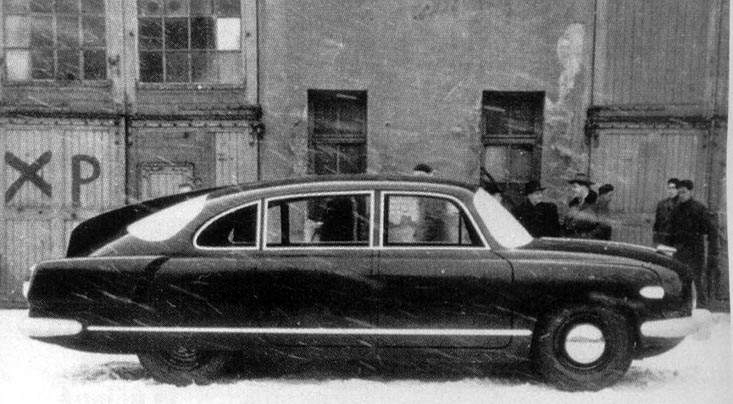
Model van de Tatra 603 op schaal 1:1 (1955)

Na een korte, door de staat gedwongen, productiestop voor personenauto's verscheen in 1955 het eerste prototype van de 603. Het ontwerp was van ing. Julius Mackerle die doorbouwde op de tradities van Hans Ledwinka. Het model heeft de typische kenmerken die Hans Ledwinka introduceerde: pendelassen, ruggegraatchassis, luchtgekoelde heckmotor en een stroomlijncarrosserie.
In 1956 werd de 603 aan het publiek getoond. Van dit model werden tussen 1956 en 1975 drie versies vervaardigd. Deze versies worden aangeduid als 603-1, 603-2 en 603-3. De benaming 603-3 is echter geen officiële benaming van Tatra. Oudere exemplaren van de 603 konden bij de fabriek voor een „nieuw“ exemplaar worden geruild. Dit hield in dat de oudere auto's werden gedemonteerd om daarna met nieuwe onderdelen naar het nieuwste type te worden herbouwd.
De 603 was voorzien van een 2545 cc V8-motor van 94 pk, goed voor 160 km/u. Vooraan was een MacPherson-wielophanging toegepast en achter schroefveren. Het rijgedrag van de wagen was behoorlijk en de acceleratie was goed. Het uitzicht was dankzij het grote glasoppervlak meer dan voldoende en stukken beter dan vroeger. Het interieur was ruim uitgevoerd en voorzien van twee banken met voor neerklapbare rugleuningen.
Een klein aantal exemplaren van de 603 werd uitgevoerd naar Cuba en de Midden-Europese landen die lid waren van het Warschaupact. Verkoop aan particulieren was niet gangbaar, alhoewel er in de DDR een aantal in privégebruik zijn geweest. Ten westen van het IJzeren Gordijn werd de auto weinig gezien, enkele exemplaren werden door Tsjecho-Slowaakse ambassades in de westelijke hoofdsteden gebruikt.
Gedurende de periode 1956-1975 zijn er 20.422 exemplaren gebouwd. In 1974 werd de 603 opgevolgd door de Tatra 613.

### 603-1 (1956-1963)

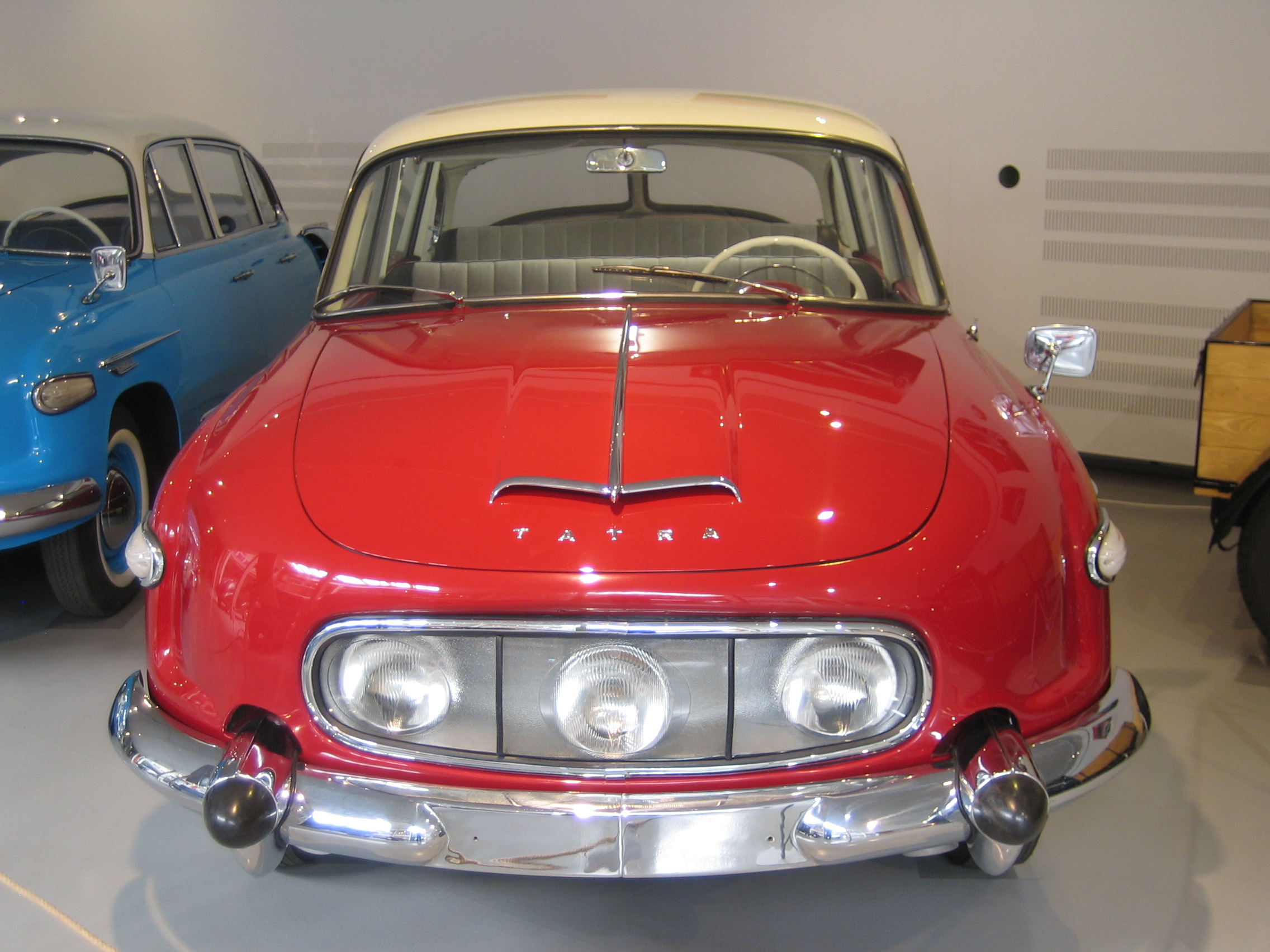
Tatra 603-1

De 603-1 had drie koplampen die achter een ovale glasplaat waren geplaatst.
Van deze versie zijn 5922 exemplaren gemaakt. Tot 1962 had de 603-1 een F-motor van 2545 cc, daarna een G-motor van 2472 cc.

### 603-2 (1963-1967)
Versie 603-2 had vier koplampen binnen een lange ovale grille. In 1968 werd de H-motor gemonteerd.

### 603-3 (1968-1975)
Een belangrijke technische verandering aan de 603-3 was de introductie van schijfremmen in 1969. De voorruit werd verhoogd en de vier koplampen stonden verder uit elkaar. In 1975 werd de productie beëindigd.

## Fotogalerij

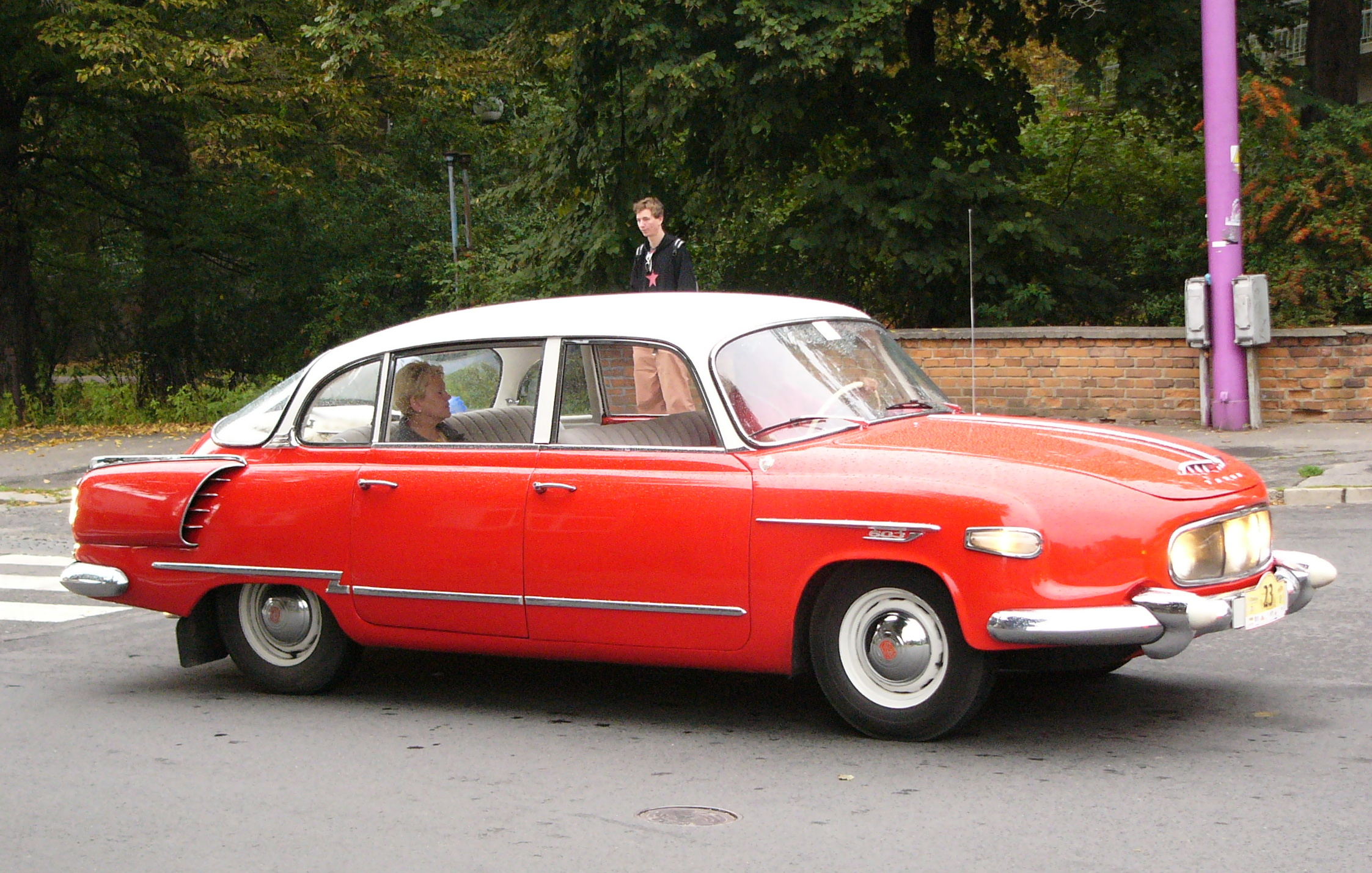
Tatra 603-1
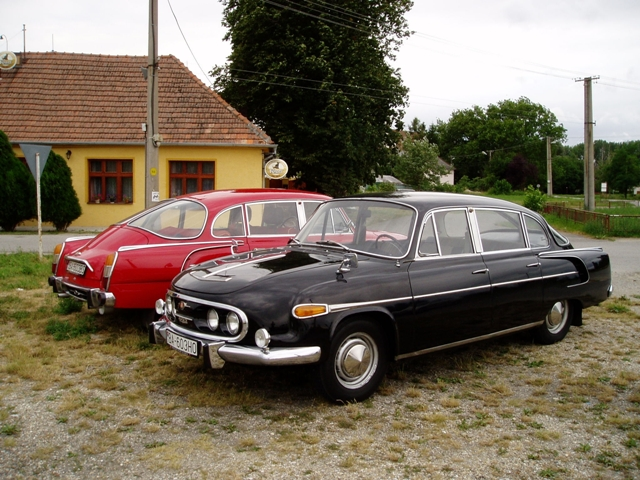
Tatra 603-2
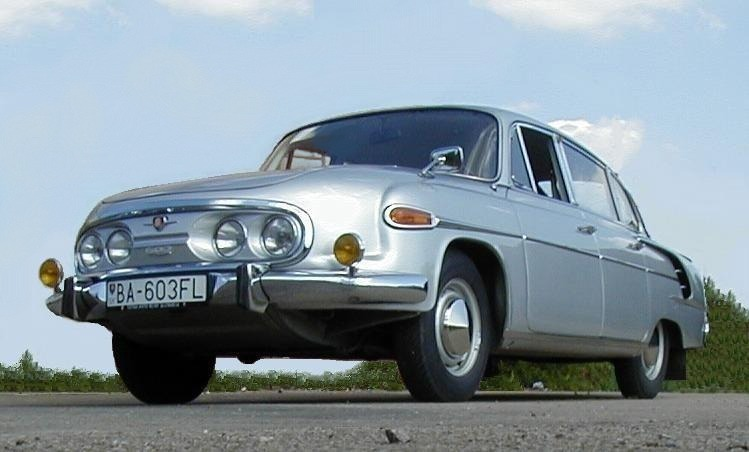
Tatra 603-2 Model '69 (1975)
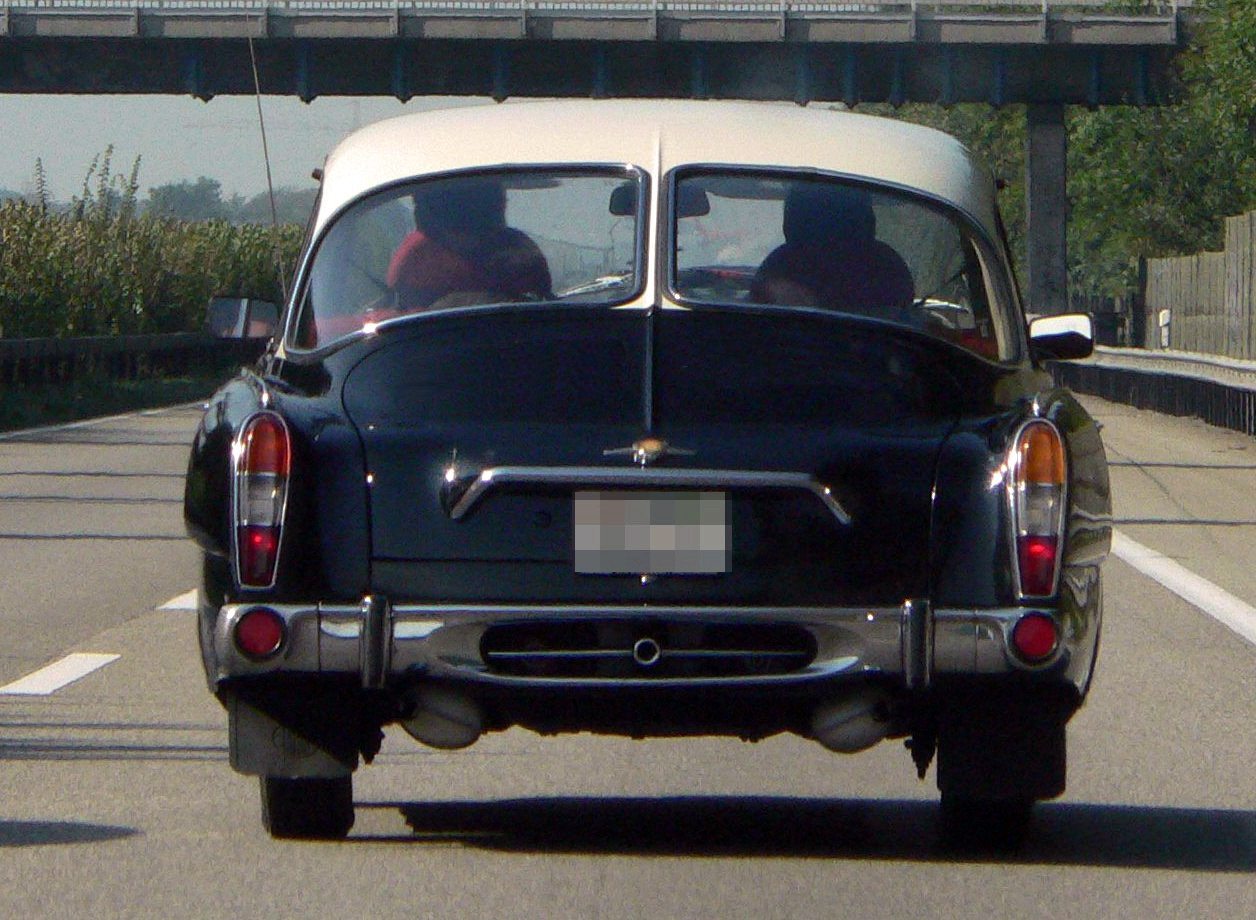
Achterkant
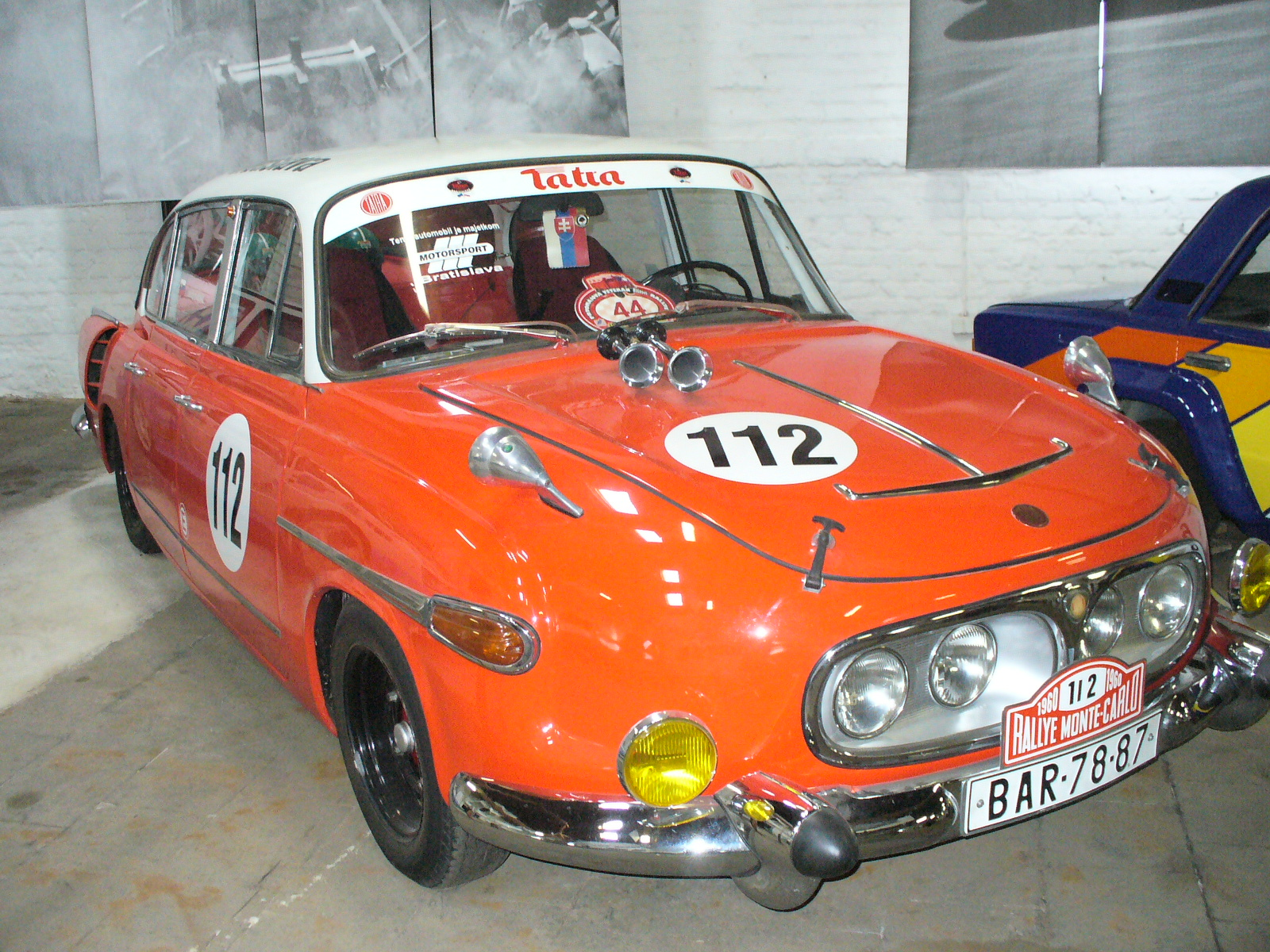
Tatra 603 Monte Carlo
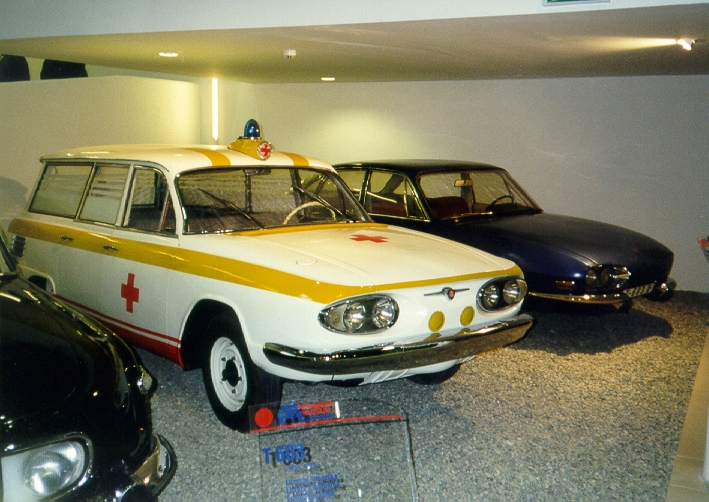
Ziekenwagen
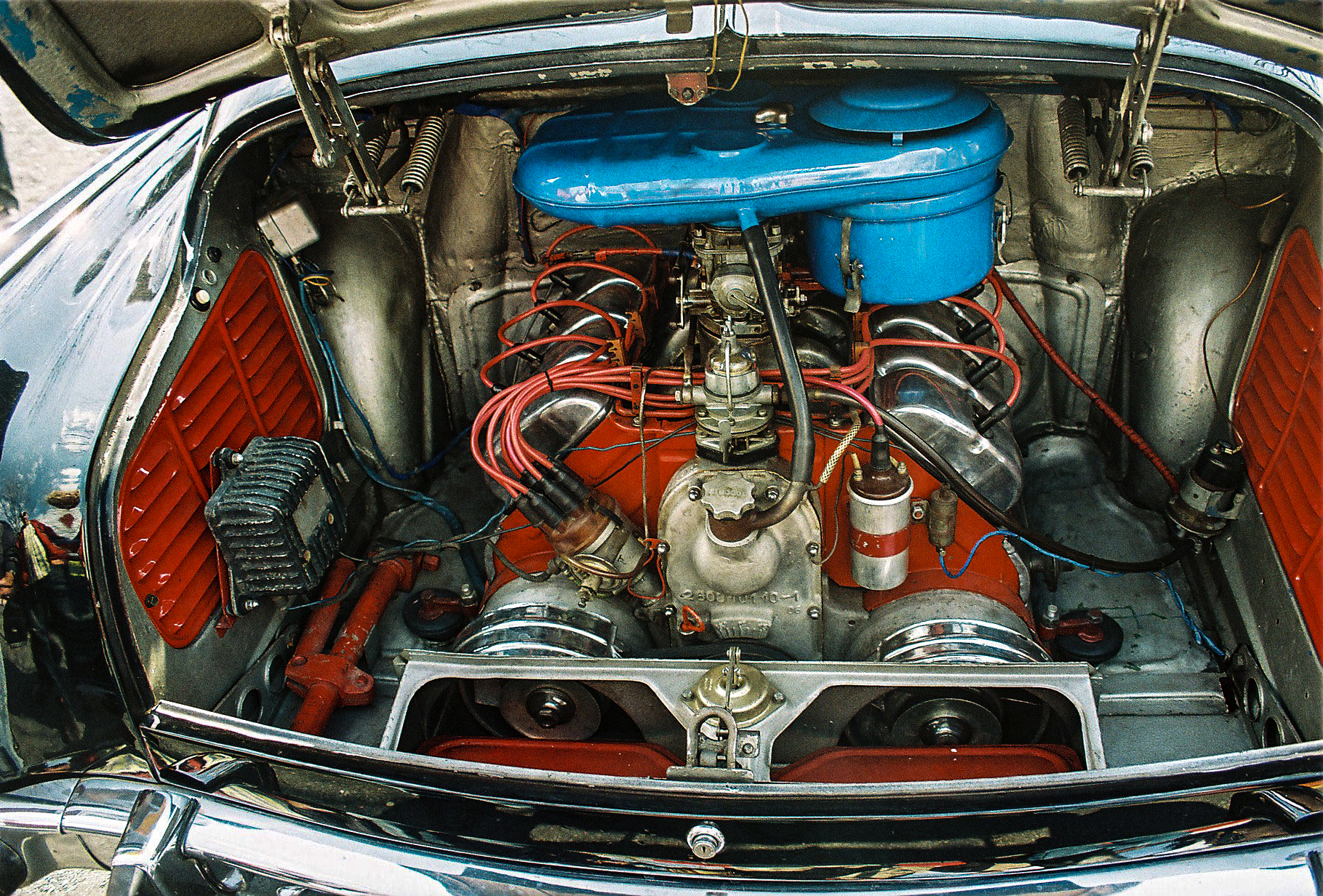
Motor
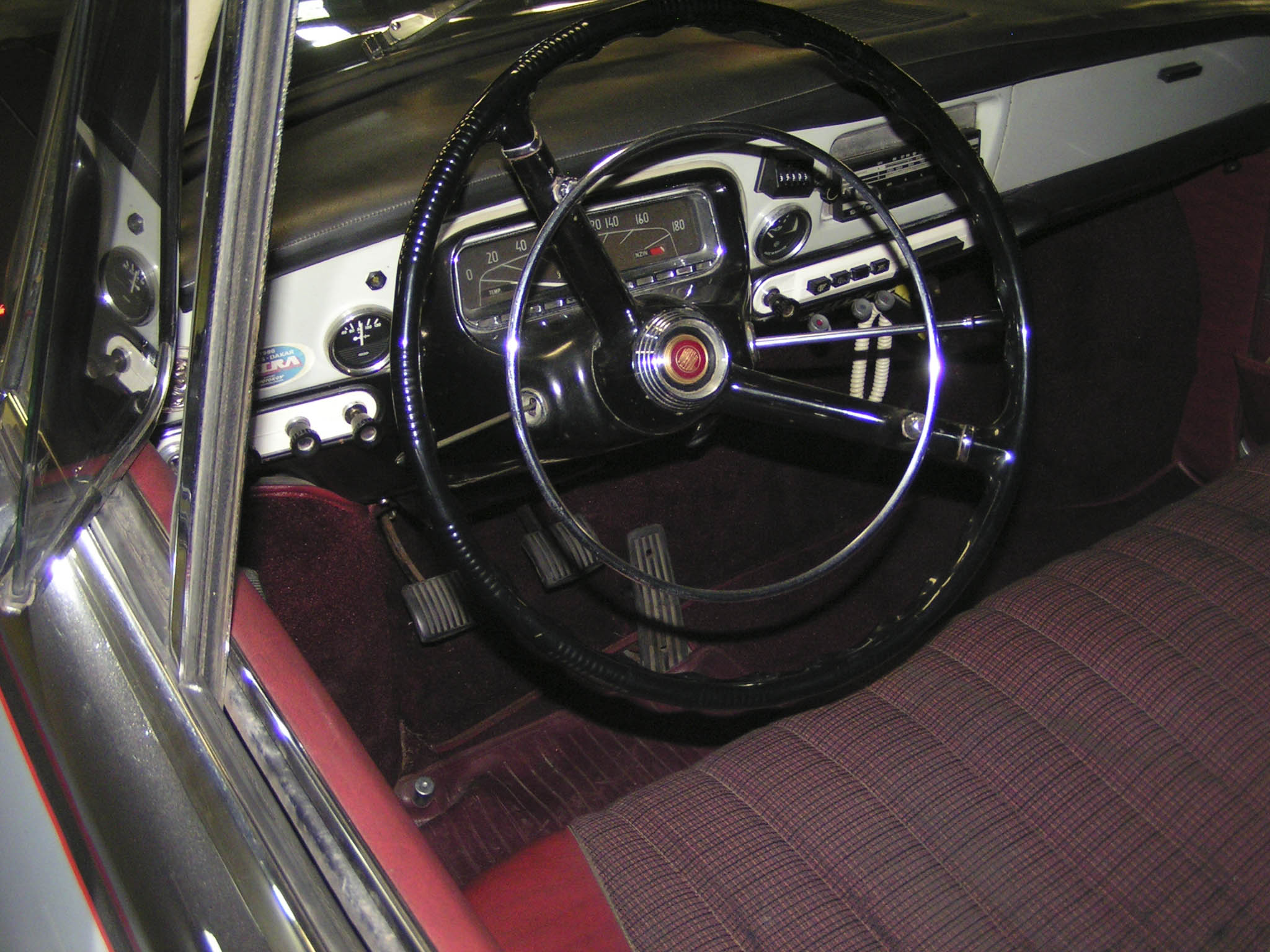
Interieur